# District du Coiron
Le district du Coiron est une ancienne division territoriale française du département de l'Ardèche de 1790 à 1795. Il résulte d'une réorganisation du département, passant de sept à trois districts, quelques mois après la création des districts. Il est formé des anciens districts d'Aubenas, Privas et Villeneuve-de-Berg. Le chef-lieu était Aubenas.
Il était composé des cantons de Aubenas, Antraigues, Bourg Saint Andéol, Chomérac, Lavoulte, Privas, Rochemaure, Saint Fortunat, Saint Pierre Ville, Villeneuve de Berg et Viviers.